# スタジオドリームメーカー
スタジオドリームメーカーは、メディアージュ6階で運用されていたスタジオ。

## 概要
2002年7月6日、お台場にあるフジテレビ（FCGビル）正面向かい側のメディアージュにオープン。主にサテライトスタジオとしてのテレビ番組収録、イベント、プロレスなどで使われていた。
スタジオ以前にはエンターテインメントアトラクションとライブレストランが運営されていた。2002年3月、経営不振でアトラクションとライブレストランが撤退。その跡のスペースにメディアージュの館内リニューアルの一環としてソニーとフジテレビが合同でスタジオを開設。
2007年5月6日、フジテレビが湾岸スタジオを別途建設した事情もあり、メディアージュとの業務を終了。

## スタジオドリームメーカーを使用したことのあるテレビ番組
- 27時間テレビ
- F-2
- なまあらし LIVESTORM
- SDM発!
- F2-X
- F2スマイル
- お台場お笑い道
- ダリアンガールズ